# Atrichopogon hortensis
Atrichopogon hortensis är en tvåvingeart som beskrevs av Sahuquillo Herraiz och Gil Collado 1983. Atrichopogon hortensis ingår i släktet Atrichopogon och familjen svidknott.
Artens utbredningsområde är Spanien. Inga underarter finns listade i Catalogue of Life.